# La Zaida
La Zaida település Spanyolországban,  Zaragoza tartományban. La Zaida Alforque, Sástago, La Puebla de Híjar, Azaila, Belchite és Velilla de Ebro községekkel határos. Lakosainak száma 428 fő (2024).

## Népesség
A település népessége az utóbbi években az alábbiak szerint változott:
| Lakosok száma | 588  | 558  | 522  | 534  | 499  | 481  | 463  | 435  | 435  | 428  |
|               | 2001 | 2004 | 2007 | 2009 | 2012 | 2014 | 2017 | 2019 | 2022 | 2024 |